# Natalja Kuligina
Natalja Anatoljewna Kuligina (* 12. August 1971) ist eine ehemalige kirgisische Judoka, die bis 1991 für die Sowjetunion antrat.
Die 1,57 m große Kuligina kämpfte im Ultraleichtgewicht bis 48 Kilogramm. Sie startete 1989 als sowjetische Judoka beim Junioren-Turnier in Lipetsk und belegte den fünften Platz.
1996 unterlag die Kirgisin bei den Olympischen Spielen in Atlanta in ihrem ersten Kampf gegen die Niederländerin Tamara Meijer.
2000 belegte Kuligina bei den Asienmeisterschaften in Osaka den fünften Platz. Bei den Olympischen Spielen 2000 in Sydney unterlag sie in der ersten Runde der Britin Victoria Dunn. 
2001 siegte Kuligina bei den Judo-Weltmeisterschaften 2001 in München in ihrem ersten Kampf gegen Gereltuya Erdenechimeg aus der Mongolei, in ihrem zweiten Kampf unterlag sie im Achtelfinale der Kasachin Tatjana Schischkina. Das Erreichen der zweiten Runde 2001 war das beste Weltmeisterschaftsergebnis von Natalja Kuligina.